# Білий шквал (фільм, 1996)
«Білий шквал» (англ. White Squal) — американський художній фільм кінорежисера Рідлі Скота про морську катастрофу внаслідок білого шквалу.

## Сюжет
Фільм заснований на реальних подіях, що сталися в 60-ті роки XX-го сторіччя. Група підлітків старшокласників під керівництвом капітана Крістофера Шелдона, на псевдо «Шкіпер» (Джефф Бріджес), вирушають на навчальному вітрильнику «Альбатрос» у подорож навколо половини земної кулі. Під час плавання на бригантині вони мають стати однією командою, зрозуміти, що означають такі поняття, як сміливість, гідність і справжня дружба, стати справжніми чоловіками. Та ніхто не міг подумати, що їх чекає справжня катастрофа, коли їх корабель потрапив у страшний шторм під назвою білий шквал.

## Ролі виконують
- Джефф Бріджес — Крістофер Шелдон («Шкіпер»)
- Керолайн Ґудал[en] — доктор Еліс Шелдон
- Джон Севедж — МакКрі
- Скот Вольф — Чарльз «Чак» Гіг
- Джеремі Сісто — Френк Бомон
- Раян Філліпп — Джил Мартін
- Джеймс Ребгорн — капітан Тайлер

## Навколо фільму
- У справжній корабельній аварії загинуло шестеро осіб, а не четверо, як показано у фільмі, але в титрах записані всі шестеро загиблих.
- Капітан 28-метрової шхуни «Альбатрос»[en] — Крістофер Шелдон («Шкіпер»), яка затонула внаслідок дивної бурі, що має назву білий шквал, помер 5 жовтня 2002 року в місті Стемфорд, штат Коннектикут.[1]